# Veronica Foster
Veronica Foster, nota anche con lo pseudonimo di Ronnie, the Bren Gun Girl (Montréal, 2 gennaio 1922 – Toronto, 4 maggio 2000), è stata un'icona canadese che ha rappresentato quasi un milione di donne canadesi che lavoravano negli impianti di produzione che producevano munizioni e materiale durante la seconda guerra mondiale.

## Biografia
Foster ha lavorato per la John Inglis Co. Ltd, producendo mitragliatrici leggere Bren in una linea di produzione in Strachan Avenue a Toronto, in Ontario. Può essere vista come la precorritrice canadese dell'icona culturale americana Rosie the Riveter. .
È diventata popolare dopo la produzione di una serie di manifesti di propaganda; la maggior parte delle immagini mostrava che lavorava per lo sforzo bellico, ma altre rappresentavano ambienti più casuali dove Foster ballava il jitterbug o partecipava a una cena.
Dopo la guerra, ha lavorato come cantante con Mart Kenney e His Western Gentlemen, dove ha incontrato il trombonista George Guerrette, che successivamente ha sposato. È morta nel 2000.